# Колорадо-Сити (Техас)
Колорадо-Сити (англ. Colorado City) — город в США, расположенный в западной части штата Техас, административный центр округа Митчелл. По данным переписи за 
2010 год число жителей составляло 4146 человек, по оценке Бюро переписи США в 2016 году в городе проживал 4001 человек.

## История
Город получил название «Материнский город Западного Техаса» (англ. Mother City of West Texas), поскольку на его территории в 1877 году располагался лагерь рейнджеров, а также поскольку был самым известным местом среди скотоводов. В 1881 году город был избран административным центром округа и на железной дороге Texas and Pacific Railway, проходившей через город, была построена станция. Станция быстро стала популярным центром транспортировки костей бизонов. В том же году были открыты почтовое отделение и школа. Город был крупным центром транспортировки скота и скотоводы, отправив свой товар нередко останавливались в местных барах. С 1881 по 1884 годы число салунов выросло с пяти до двадцати восьми..
В мае 1881 года рейнджерами был убил уважаемый скотовод. Жители Колорадо-Сити обвинили рейнджеров в предвзятом отношении к скотоводам и тем пришлось перенести свой лагерь в Хакберри-Спрингс в 30 километрах к юго-западу от города. В 1887 году в соседний Амарилло пришла железная дорога Fort Worth and Denver Railway, а еще через год в другом соседнием городе, Сан-Анджело появилась железная дорога Santa Fe Railroad. Значение Колорадо-Сити в регионе сильно уменьшилось.
В 1900-е год в регион стали прибывать фермеры. К 1910 году в городе работали водопровод и электростанция. К 1914 году появились два банка, начался выпуск газеты Colorado City Record. К 1920 году важной частью экономики города стала добыча нефти. В 1926 году была построена городская ратуша, дороги заасфальтированы, проложена новая система канализации.

## География
Колорадо-Сити находится в северной части округа, его координаты: 32°23′58″ с. ш. 100°51′30″ з. д..
Согласно данным бюро переписи США, площадь города составляет около 13,8 км2, полностью занятых сушей.

### Климат
Согласно классификации климатов Кёппена, в Колорадо-Сити преобладает семиаридный климат умеренных широт (BSk).
| Показатель                    | Янв. | Фев. | Март | Апр. | Май  | Июнь | Июль | Авг. | Сен. | Окт. | Нояб. | Дек. | Год  |
| ----------------------------- | ---- | ---- | ---- | ---- | ---- | ---- | ---- | ---- | ---- | ---- | ----- | ---- | ---- |
| Абсолютный максимум, °C       | 16,7 | 21,1 | 23,8 | 28,3 | 34,1 | 36,4 | 37,4 | 36,6 | 34,1 | 28,8 | 23,6  | 16,9 | 37,4 |
| Средний суточный максимум, °C | 14,1 | 16   | 20,6 | 25,2 | 29,8 | 33   | 34,8 | 34,2 | 30,6 | 25,3 | 19,4  | 13,8 | 24,8 |
| Средняя температура, °C       | 6,5  | 8,6  | 13,1 | 17,5 | 22,7 | 26,5 | 28,1 | 27,6 | 23,8 | 18,3 | 12,3  | 6,4  | 17,7 |
| Средний суточный минимум, °C  | −1,1 | 1,1  | 5,5  | 9,7  | 15,6 | 19,9 | 21,3 | 21,1 | 17,1 | 11,3 | 5,2   | −0,9 | 10,6 |
| Абсолютный минимум, °C        | −4,2 | −1,8 | 2,2  | 7,6  | 12,8 | 17,8 | 20,2 | 19,3 | 14,6 | 8,4  | 1,8   | −5,1 | −5,1 |
| Норма осадков, мм             | 17   | 20   | 17   | 35   | 72   | 68   | 38   | 27   | 92   | 58   | 24    | 24   | 491  |
| Источник: weatherbase.com     |      |      |      |      |      |      |      |      |      |      |       |      |      |

## Население
Согласно переписи населения 2010 года в городе проживало 4146 человек, было 1584 домохозяйства и 1041 семья. Расовый состав города: 79,2 % — белые, 5,1 % — афроамериканцы, 1,1 % — 
коренные жители США, 0,2 % — азиаты, 0 % (0 человек) — жители Гавайев или Океании, 11,9 % — другие расы, 2,5 % — две и более расы. Число испаноязычных жителей любых рас составило 43,2 %.
Из 1584 домохозяйств, в 35,2 % живут дети младше 18 лет. 44,6 % домохозяйств представляли собой совместно проживающие супружеские пары (17,8 % с детьми младше 18 лет), в 15,1 % домохозяйств женщины проживали без мужей, в 6 % 
домохозяйств мужчины проживали без жён, 34,3 % домохозяйств не являлись семьями. В 30,6 % домохозяйств проживал только один человек, 12,7 % составляли одинокие пожилые люди (старше 65 лет). Средний размер домохозяйства составлял 2,53 человека. Средний размер семьи — 3,15 человека.
Население города по возрастному диапазону распределилось следующим образом: 30,3 % — жители младше 20 лет, 23,7 % находятся в возрасте от 20 до 39, 29,8 % — от 40 до 64, 16,3 % — 65 лет и старше. Средний возраст составляет 36,9 года.
Согласно данным опросов пяти лет с 2012 по 2016 годы, средний доход домохозяйства в Колорадо-Сити составляет 50 167 долларов США в год, средний доход семьи — 60 224 доллара. Доход на душу населения в городе составляет 21 451 долларов. Около 3,4 % семей и 9,3 % населения находятся за чертой бедности. В том числе 3,1 % в возрасте до 18 лет и 25,3 % старше 65 лет.

## Местное управление
Управление городом осуществляется мэром и городским советом, состоящим из 6 человек, которые избираются по округам сроком на два года.

## Инфраструктура и транспорт
Основными автомагистралями, проходящими через Колорадо-Сити, являются:
- межштатная автомагистраль I-20 идёт с востока от Суитуотера на запад к Биг-Спрингу. Бизнес-дублёр проходит через центр города, а основная магистраль — по окраине.
- автомагистраль 163 штата Техас начинается в Колорадо-Сити и идёт на юг к пересечению с автомагистралью 87 США неподалёку от Стерлинг-Сити.
- автомагистраль 208 штата Техас идёт с севера от Снайдера на юго-восток к городу Роберт-Ли.

В городе располагается аэропорт Колорадо-Сити. Аэропорт располагает одной взлётно-посадочной полосой длиной 1670 метров. Ближайшим аэропортом, выполняющим коммерческие рейсы, является региональный аэропорт в Абилине. Аэропорт находится примерно в 125 километрах к востоку от Колорадо-Сити.

## Образование
Город обслуживается независимым школьным округом Колорадо. 

## Экономика
Согласно финансовому отчёту города от 30 апреля 2017 года, Колорадо-Сити владел активами на $18,69 млн, долговые обязательства города составляли $9,99 млн. Доходы  города за год составили $5,52 млн, а расходы — примерно $5,93 млн.

## Отдых и развлечения
В городе работает исторический музей Колорадо-Сити, ежегодно проходит родео.

## Галерея

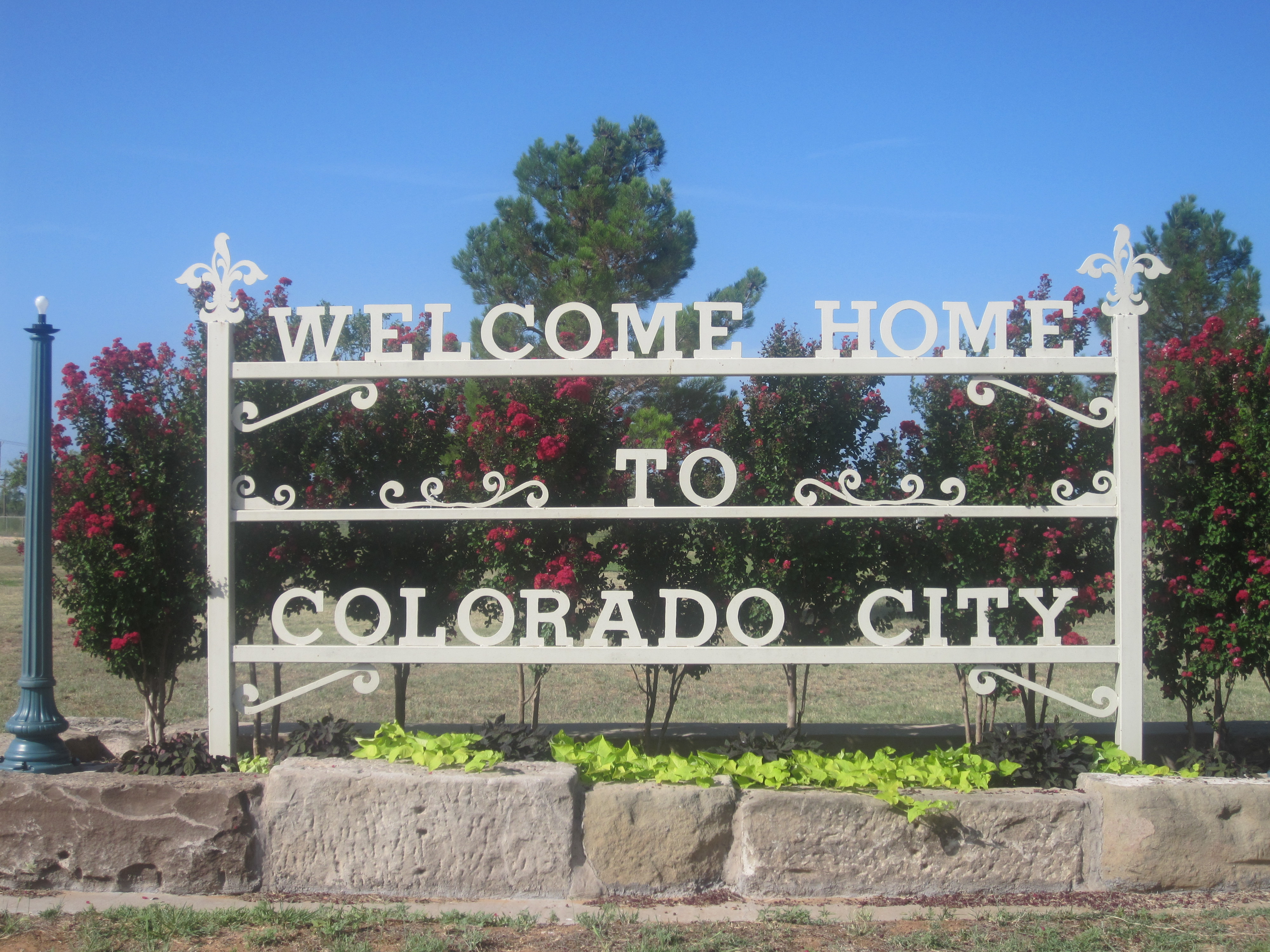
Приветственный знак Колорадо-Сити.
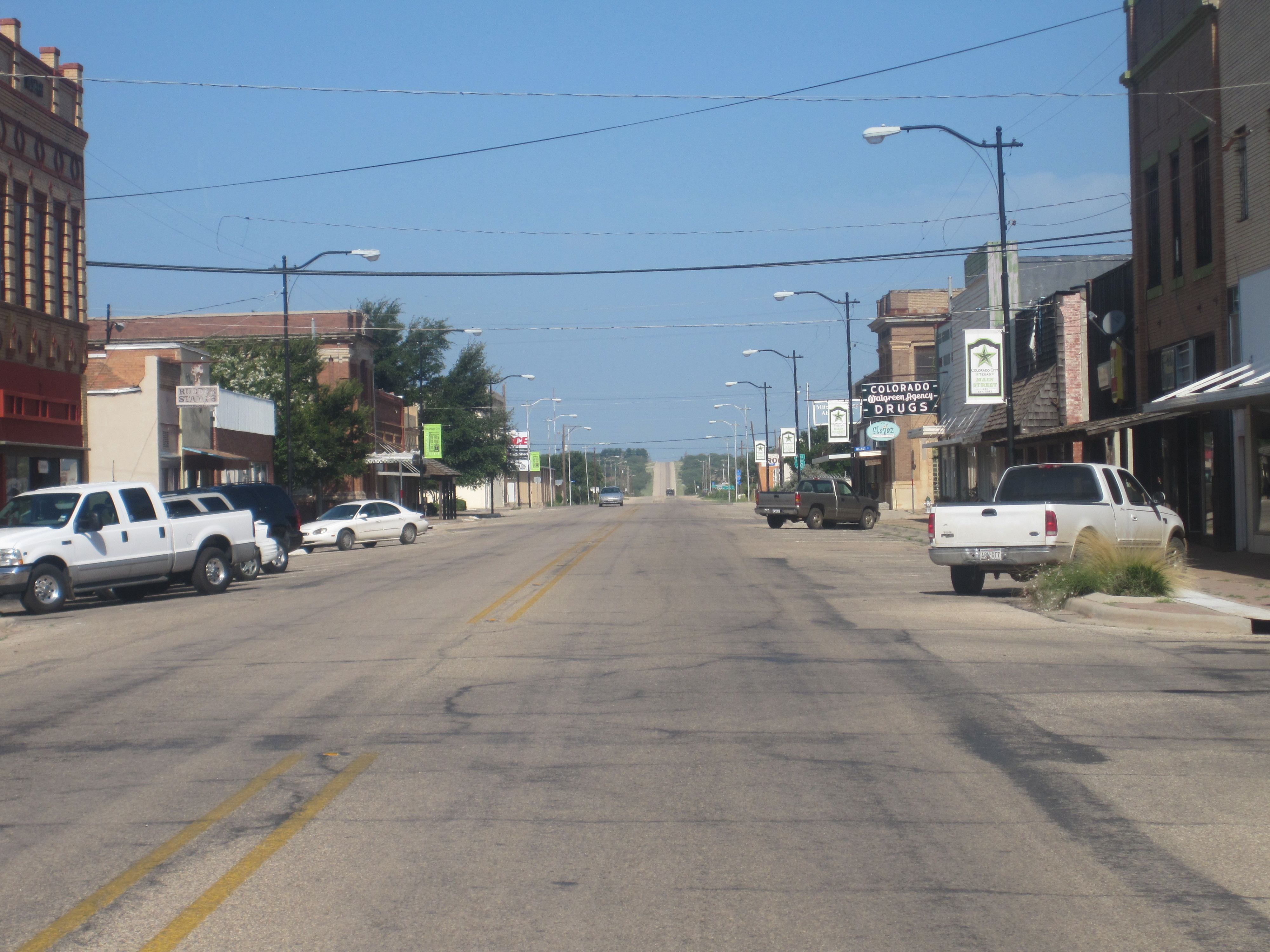
Центр города.
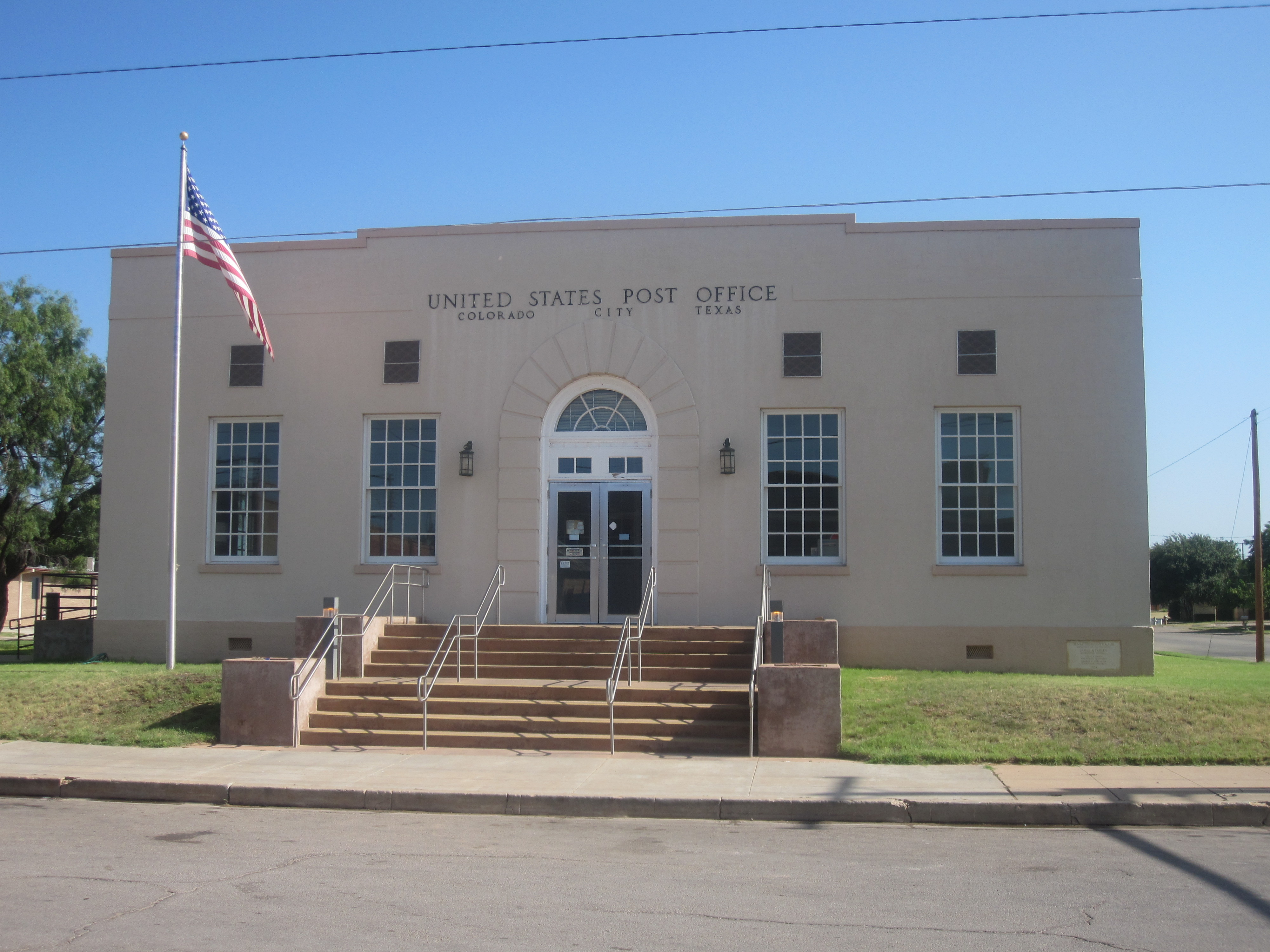
Почтовое отделение.
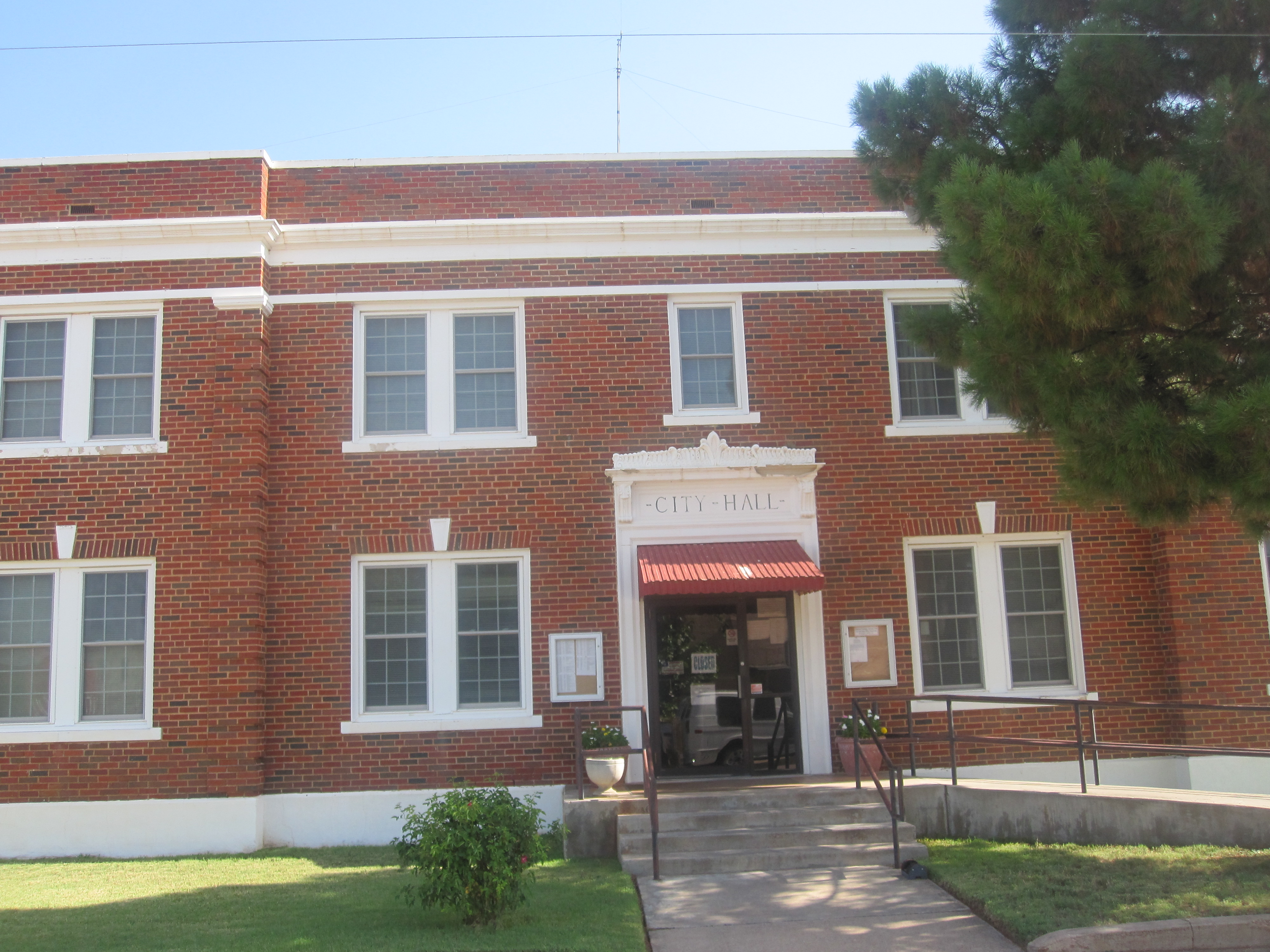
Городская ратуша Колорадо-Сити.
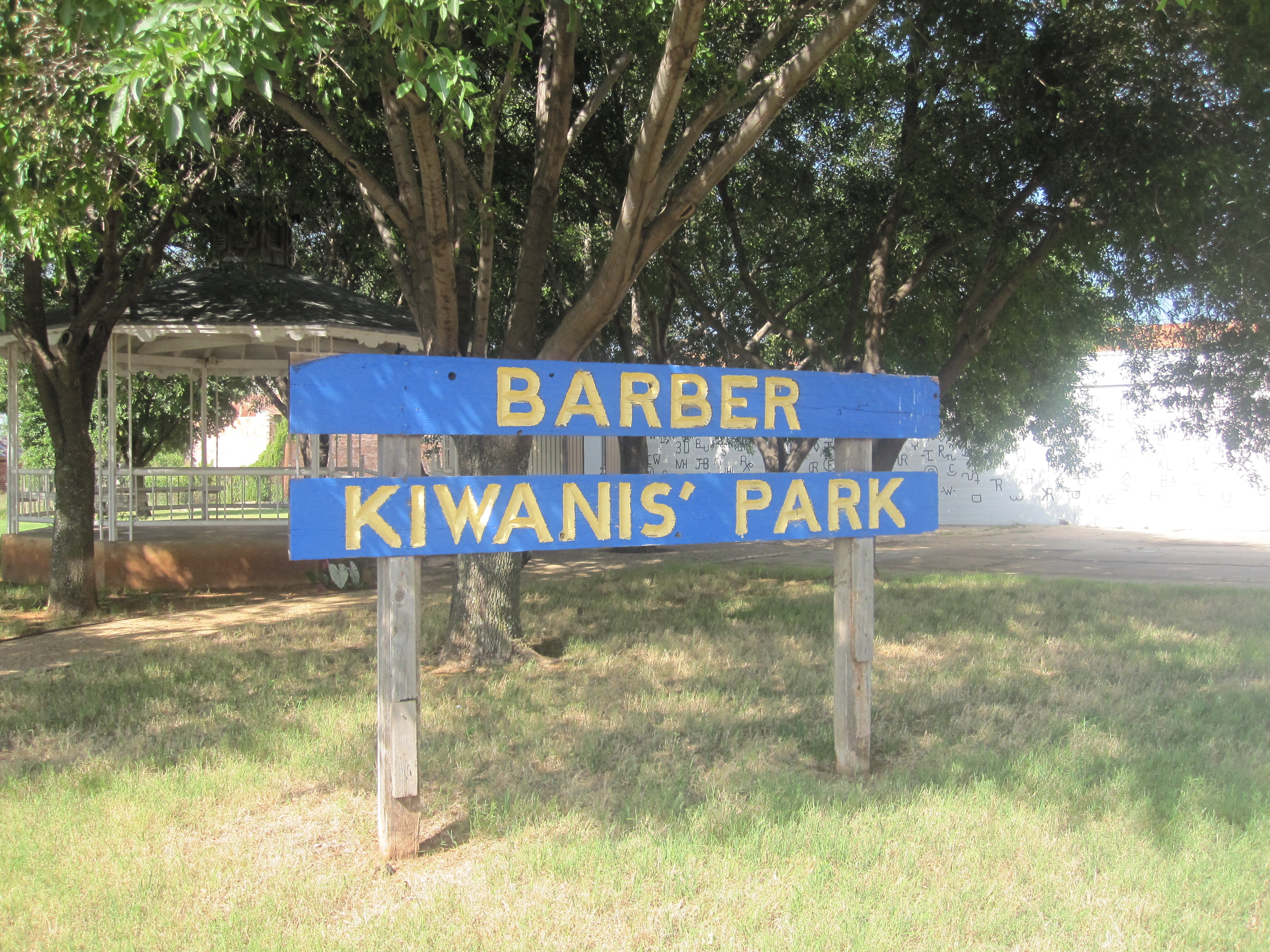
Парк Kiwanis Park.
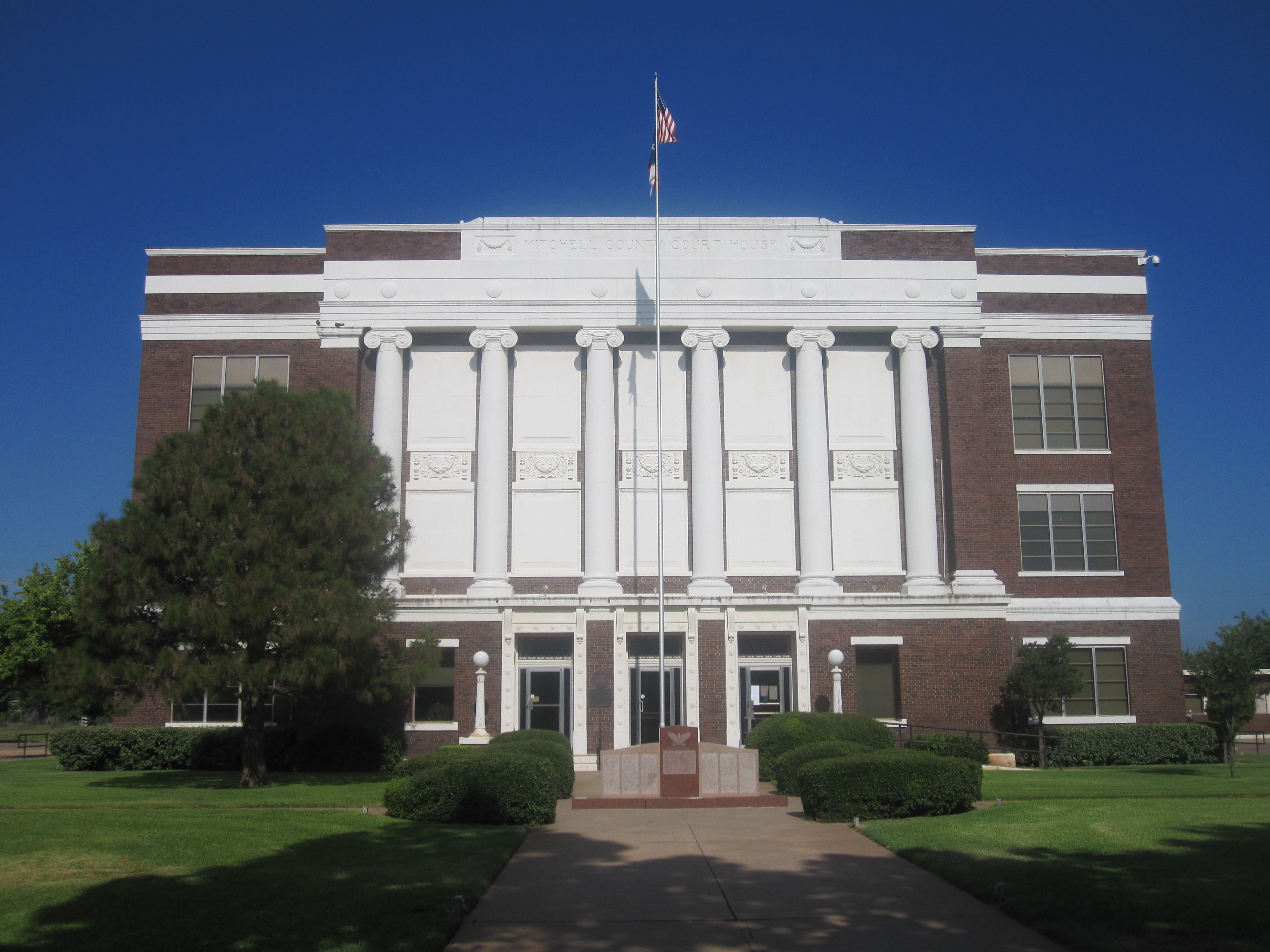
Здание суда округа Митчелл в городе.
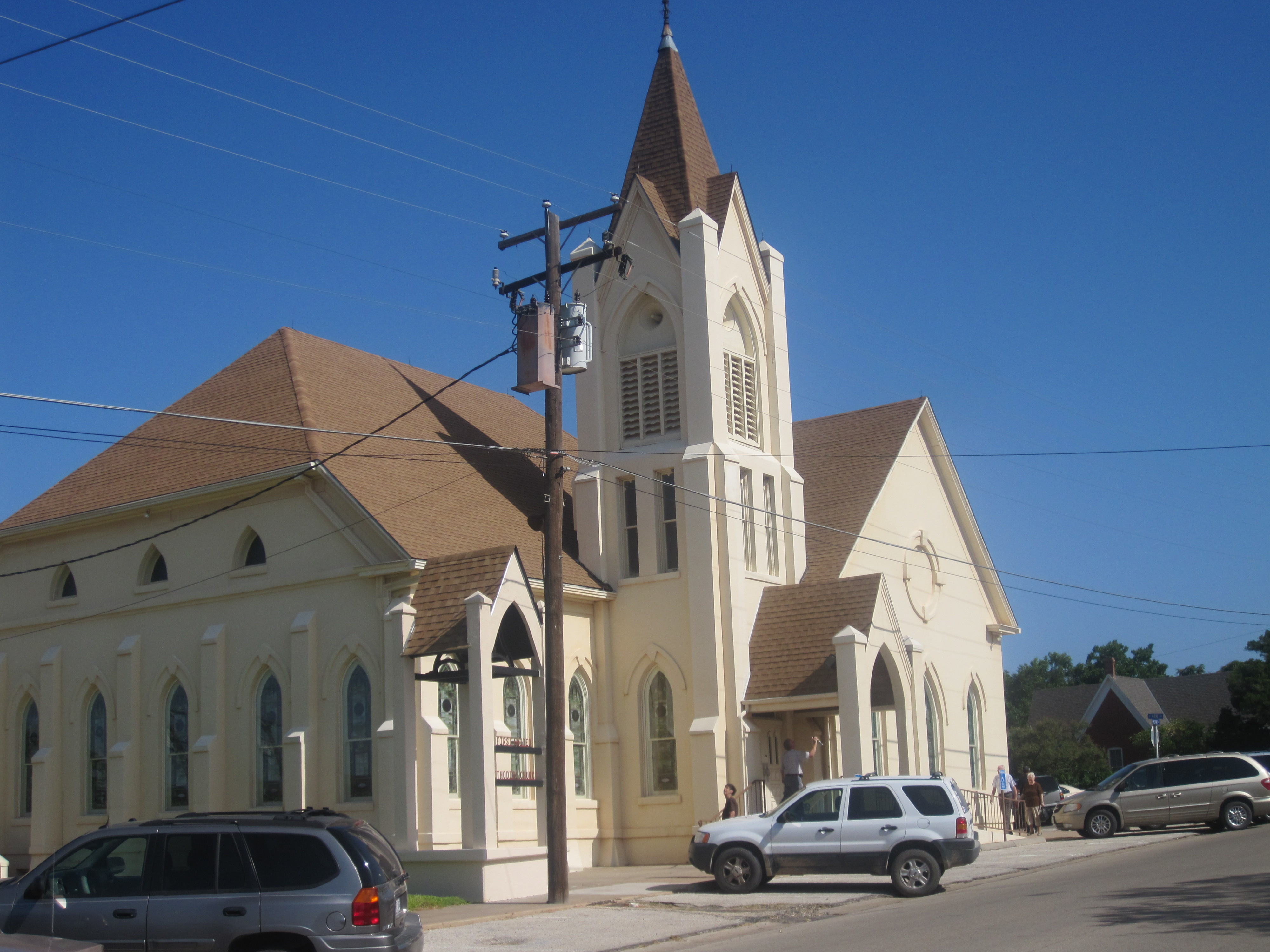
Первая методистская церковь.
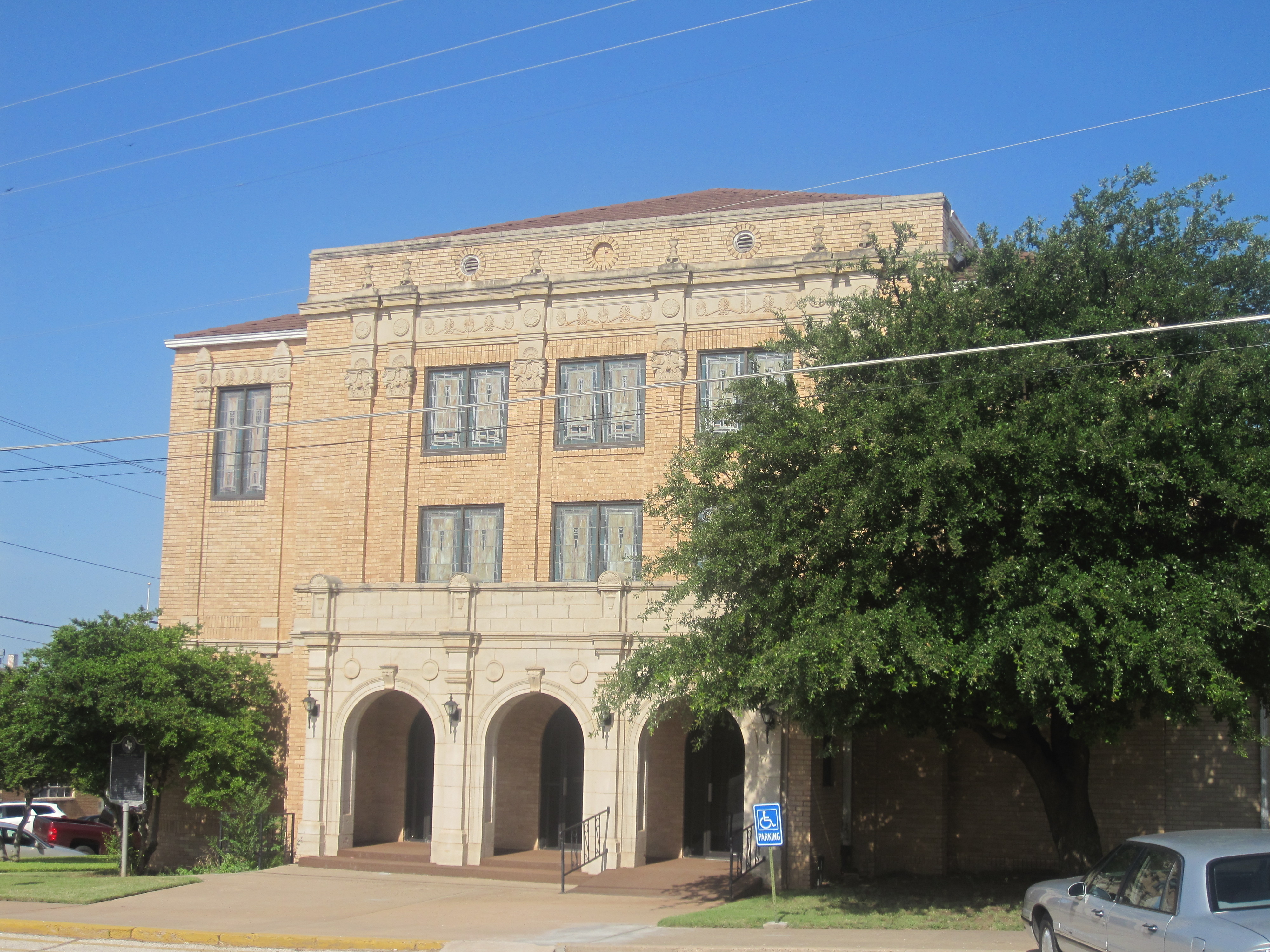
Первая баптистская церковь в Колорадо-Сити, расположена по соседству с методистской.
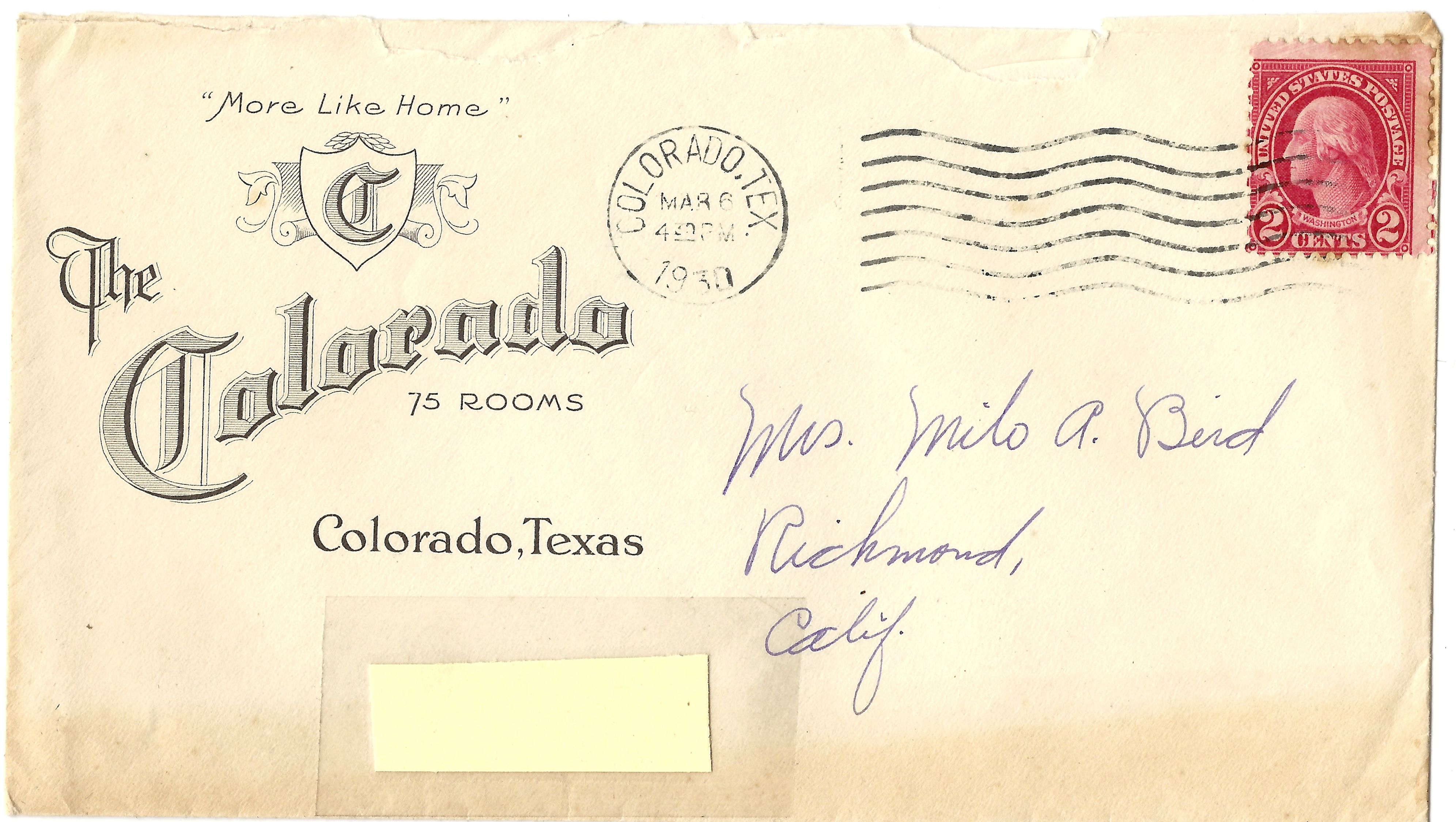
С 1881 по 1939 почтовое отделение города носило название Колорадо.